# Eupithecia hombrilla
Eupithecia hombrilla är en fjärilsart som beskrevs av Paul Dognin 1899. Eupithecia hombrilla ingår i släktet Eupithecia och familjen mätare. Inga underarter finns listade i Catalogue of Life.